# Christine Roper
Christine Roper (Montego Bay, Jamaica, 15 de maio de 1990) é uma desportista canadiana que compete em remo. Participou em dois Jogos Olímpicos de Verão, obtendo uma medalha de ouro em Tóquio 2020, na prova de oito com timoneiro, e o quinto lugar em Rio de Janeiro 2016, na mesma prova.

## Palmarés internacional
| Jogos Olímpicos | Jogos Olímpicos | Jogos Olímpicos | Jogos Olímpicos    |
| Ano             | Lugar           | Medalha         | Prova              |
| --------------- | --------------- | --------------- | ------------------ |
| 2020            | Tóquio          | Medalha de ouro | Oito com timoneiro |